# BMW Z
BMW Z — серия спортивных автомобилей немецкого производителя BMW, выпускаемая с 1988 года. Буква «Z» в названии отражает направленность автомобилей в будущее (от нем. Zukunft — будущее).
Автомобили имеют двухместный открытый или закрытый кузов, классическую компоновку и мощные рядные четырёх- или шестицилиндровые моторы (кроме Z8).

## Z1

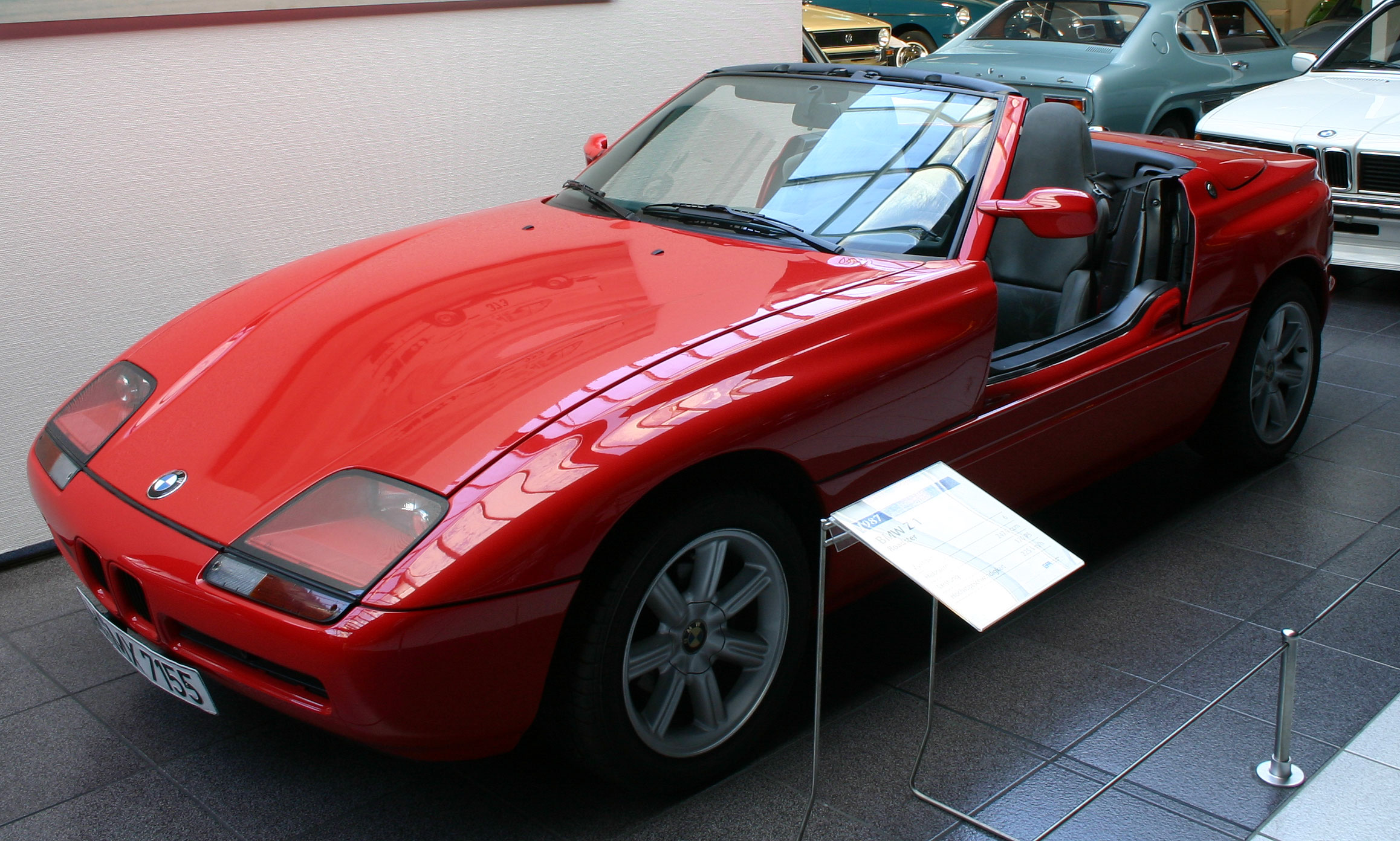
BMW Z1

Производился в 1988—1991 годах. Интересной особенностью автомобиля были убирающиеся вниз, в пороги, двери. Всего выпущено 8 тыс. автомобилей.

## Z3

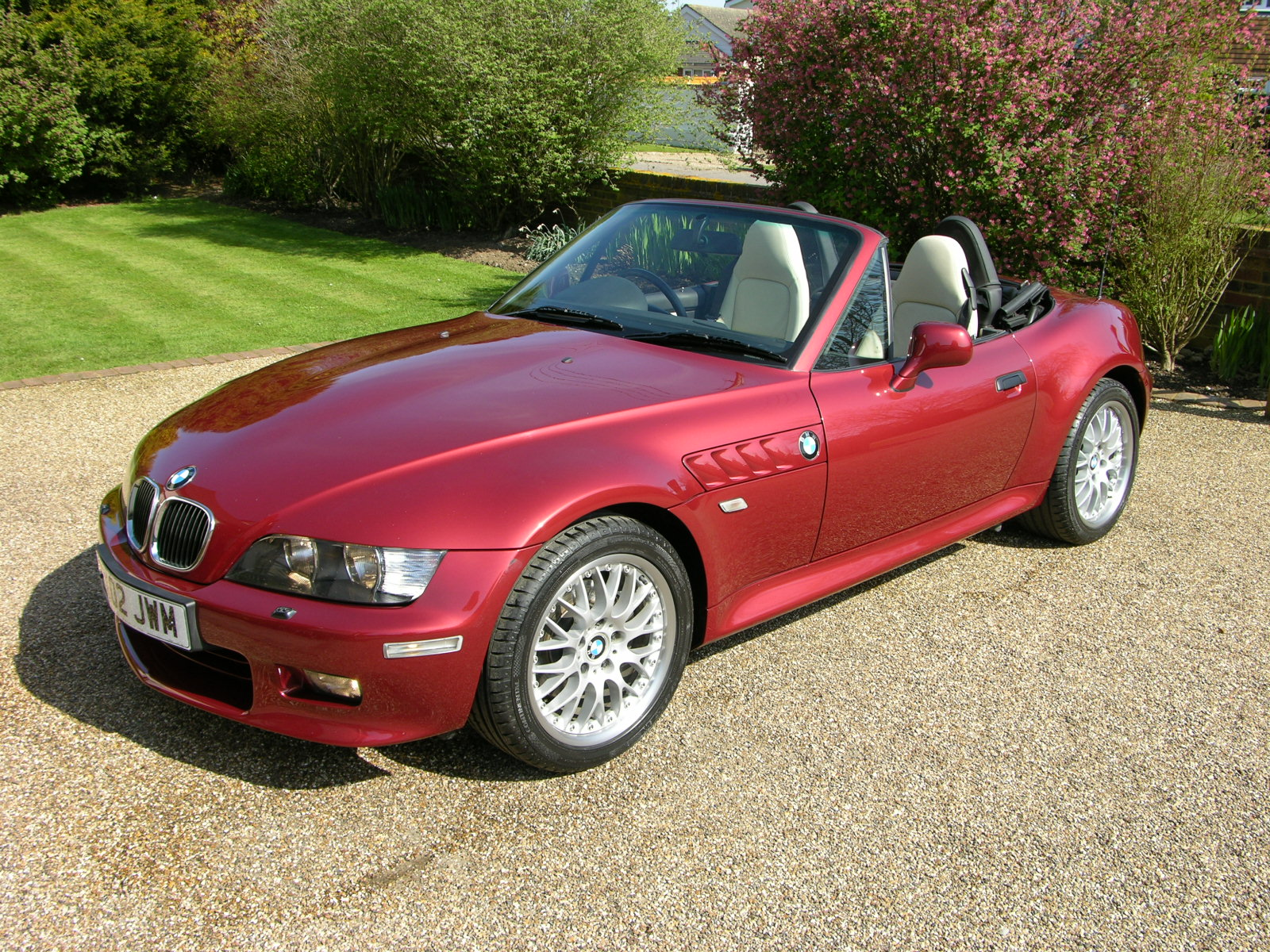
BMW Z3

Производился в 1996—2002 годах. Имел открытый двухдверный кузов с мягким складывающимся верхом (E36/7) или закрытый кузов с жёстким верхом (E36/8). Автомобиль знаменит тем, что снимался в фильме про Джеймса Бонда «Золотой глаз». Всего выпущено 297 тыс. шт.

## Z4

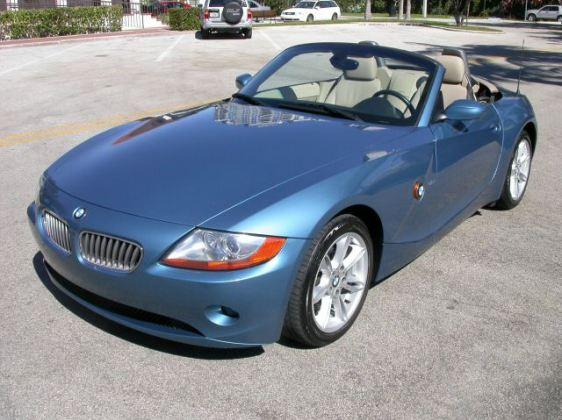
2003 BMW Z4

Выпускался в 2002—2016 годах. В 2006 году появилась версия купе с жёсткой нескладывающейся крышей (E86). В 2009 году автомобиль прошёл модернизацию и с тех пор выпускался в одном варианте — с жёсткой складной крышей (E89). Это первый автомобиль такого типа в истории BMW.

## Z8

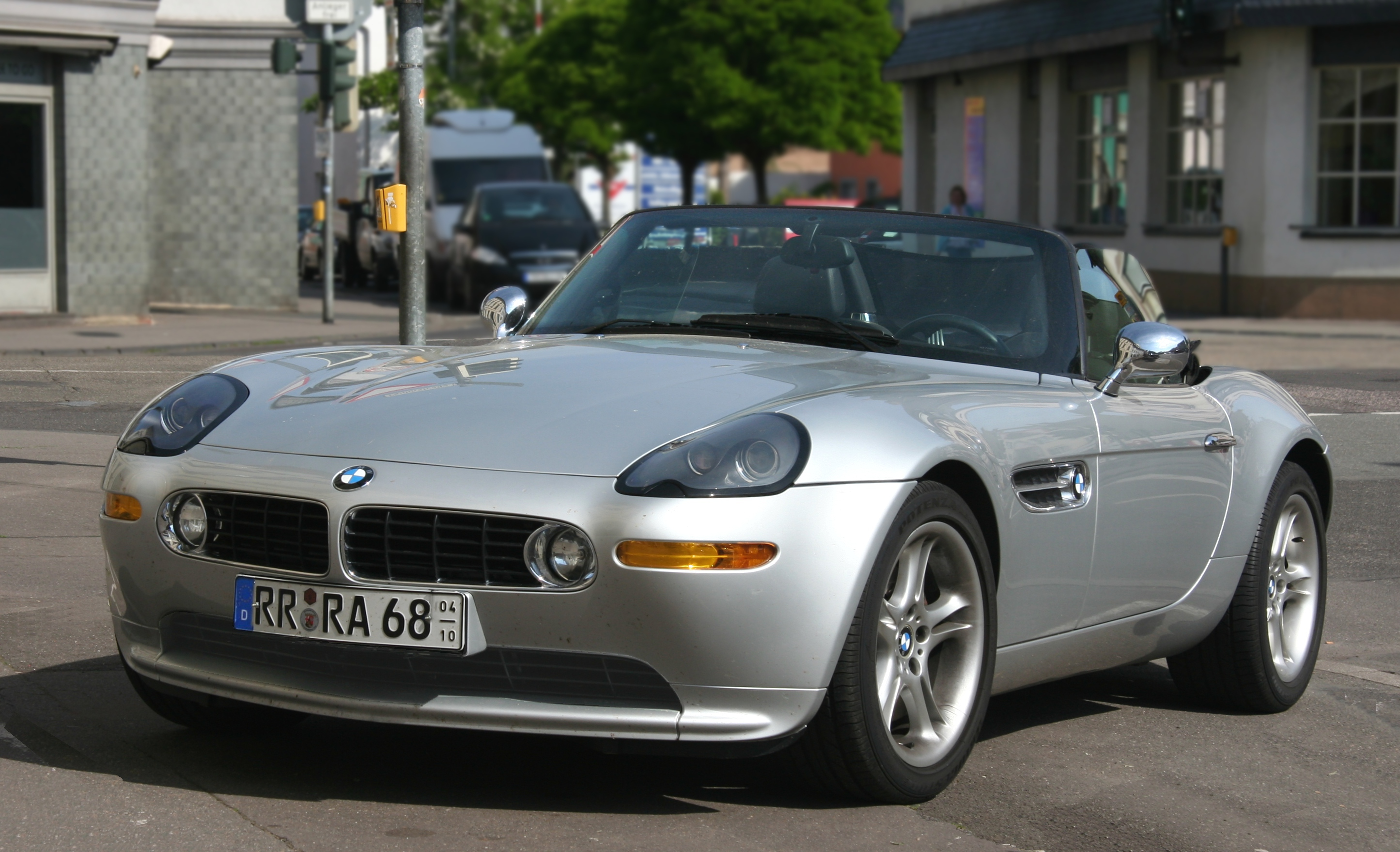
BMW Z8

Выпускался в 2000—2003 годах. По своей конструкции и характеристикам автомобиль стоял немного в стороне от общей линии серии Z, ближе к суперкарам. Оснащался 5-литровым восьмицилиндровым V-образным двигателем мощностью 400 л. с. Всего выпущено около 6 тыс. автомобилей.